# 샤다이역
샤다이역(일본어: 社台駅 しゃだいえき[*])은 일본 홋카이도 시라오이 군 시라오이정에 위치한 홋카이도 여객철도 무로란 본선의 철도역이다. 역 번호는 H22이며, 섬식 승강장 1면 2선의 구조를 갖춘 지상역이다.

## 역 주변
- 국도 제36호선
- 베쓰베쓰 강

## 역사
- 1907년 12월 26일 : 일본국유철도의 샤다이 신호소로서 설치.
- 1909년 10월 15일 : 화물역으로 승격, 사다이역으로 한다.
- 1917년 6월 1일 : 여객 · 소화물 취급 개시.
- 1961년 9월 29일 : 화물 취급 폐지.
- 1980년
  - - 과선교 설치.
  - 5월 15일 : 소화물 취급 폐지. 무인화. 간이위탁역화.
- 1981년 1월 : 역사 개축.
- 1984년 4월 1일 : 간이 위탁 폐지. 완전 무인화.
- 1987년 4월 1일 : 일본국유철도 분할 민영화에 의해, 홋카이도 여객철도가 승계.

## 인접 역
| 홋카이도 여객철도 무로란 본선 | 홋카이도 여객철도 무로란 본선 | 홋카이도 여객철도 무로란 본선   |
| ----------------------------- | ----------------------------- | ------------------------------- |
| H 23 시라오이 오샤만베 방면   | ■ 무로란 본선                 | 니시키오카 H 21 도마코마이 방면 |